# Massacre do Hospital Alexandra

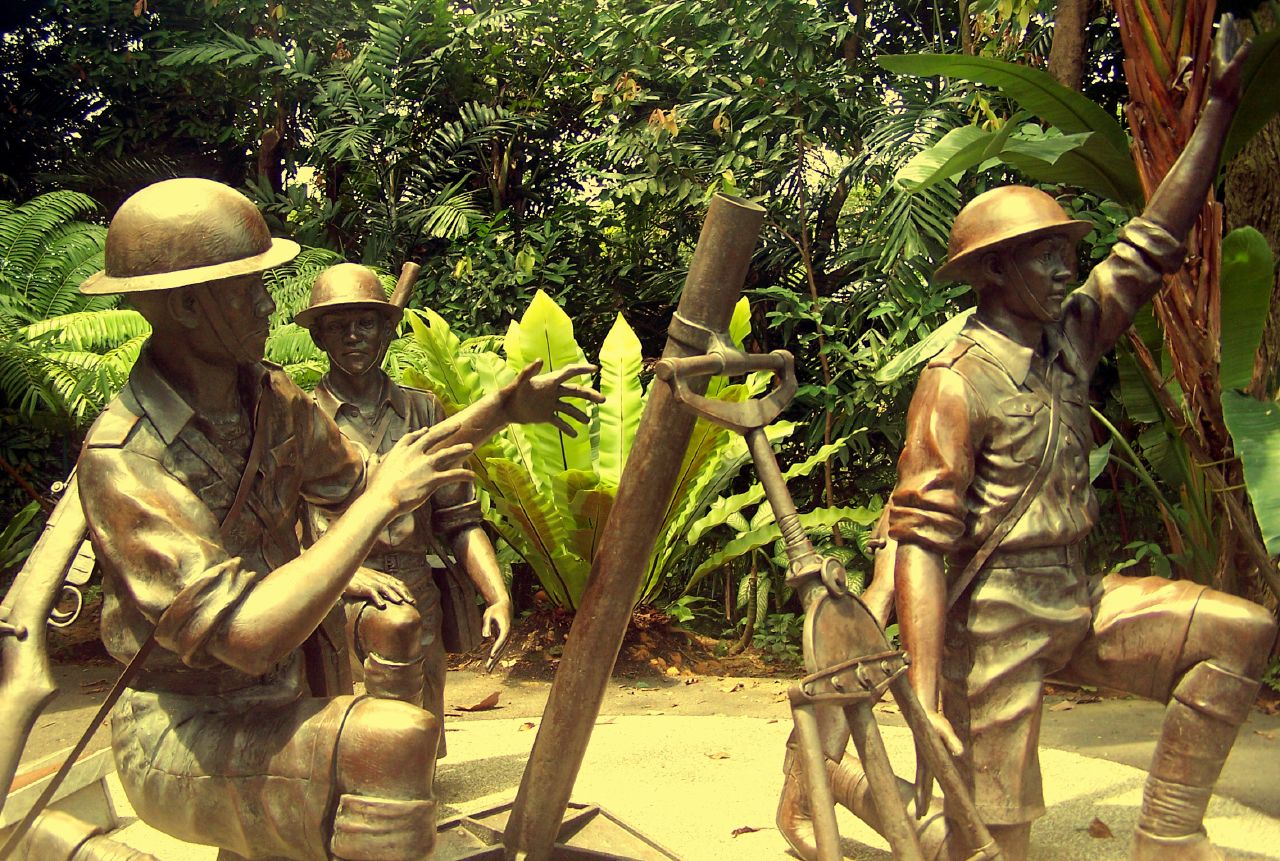
Monumento ao regimento malaio de Bukit Chandu, que combateu até o último homem no Cerco de Singapura. Furiosos com a resistência encontrada, os japoneses mataram em retaliação mais de 200 pacientes do Hospital Alexandra.

O Hospital Alexandra, um hospital de 400 leitos fundado em 1938 na cidade de Singapura pelos britânicos, também conhecido  como Hospital Militar Britânico e destinado ao tratamento de militares feridos ou doentes, foi o local de um massacre de civis e feridos realizado pelas tropas japonesas que invadiram e ocuparam Singapura, em 1942, na eclosão da Guerra do Pacífico durante a II Guerra Mundial.
No começo da tarde do dia 14 de fevereiro de 1942, véspera da rendição da ilha, soldados japoneses  se aproximaram do hospital, em sua ocupação da cidade. Nenhuma resistência foi oferecida pelos internos, mas mesmo assim os japoneses insistiram que soldados indianos haviam atirado neles do hospital e mataram a golpes de baioneta, médicos, enfermeiras e alguns enfermos, um deles na mesa de operação. 
Na manhã seguinte, cerca de 200 profissionais do hospital e diversos soldados feridos, alguns deles sem poder caminhar, foram transportados para bangalôs apertados e sem ventilação a 400m de distância, onde tiveram que passar a noite em extremo calor, pouca ventilação e sem água, o que causou a morte de vários prisioneiros durante a madrugada. No dia seguinte, os sobreviventes foram enfileirados do lado de fora e fuzilados.
Por causa deste massacre, diversos oficiais japoneses foram enforcados como criminosos de guerra ao fim do conflito, em 1945.